# James Irvin

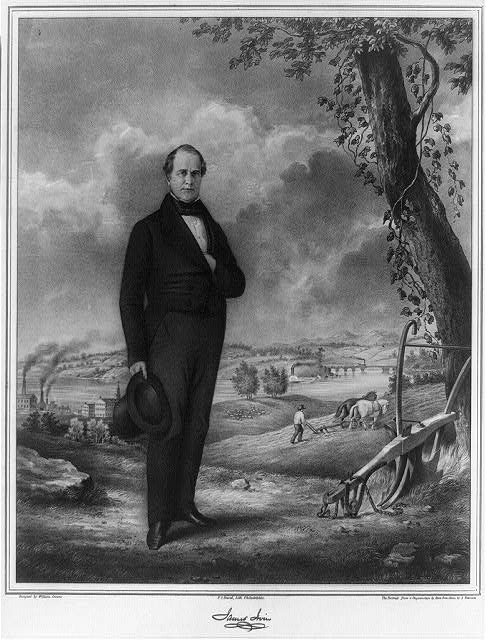
James Irvin

James Irvin (* 18. Februar 1800 in Linden Hall, Centre County, Pennsylvania; † 28. November 1862 in Hecla, Pennsylvania) war ein US-amerikanischer Politiker. Zwischen 1841 und 1845 vertrat er den Bundesstaat Pennsylvania im US-Repräsentantenhaus.

## Werdegang
James Irvin besuchte die öffentlichen Schulen seiner Heimat und arbeitete danach in verschiedenen Branchen wie dem Handel, dem Mühlengeschäft, dem Bergbau und im Handwerk. Politisch schloss er sich der Whig Party an.
Bei den Kongresswahlen des Jahres 1840 wurde Irvin im 14. Wahlbezirk von Pennsylvania in das US-Repräsentantenhaus in Washington, D.C. gewählt, wo er am 4. März 1841 die Nachfolge des Demokraten George McCulloch antrat. Nach einer Wiederwahl im 17. Distrikt seines Staates konnte er bis zum 3. März 1845 zwei Legislaturperioden im Kongress absolvieren. Diese Zeit war von den Spannungen zwischen Präsident John Tyler und den Whigs belastet. Außerdem wurde damals bereits über eine mögliche Annexion der seit 1836 von Mexiko unabhängigen Republik Texas diskutiert.
1847 bewarb sich James Irvin erfolglos um das Amt des Gouverneurs von Pennsylvania. Dabei unterlag er dem Amtsinhaber Francis Rawn Shunk. Zehn Jahre später wurde er in Philadelphia als United States Naval Storekeeper Angestellter der dortigen Hafenverwaltung. Im Jahr 1855 stiftete Irvin das Gelände, auf dem später die Pennsylvania State University entstand. Er starb am 28. November 1862 in Hecla.